# بشت غرشة بابك (سردشت)
بشت غرشة بابك (بالفارسية: پشت گرشه بابک) هي قرية تقع في إيران في قسم سردشت الريفي. يقدر عدد سكانها بـ 104 نسمة بحسب إحصاء 2016.